# Gustav Erdmann (Architekt)

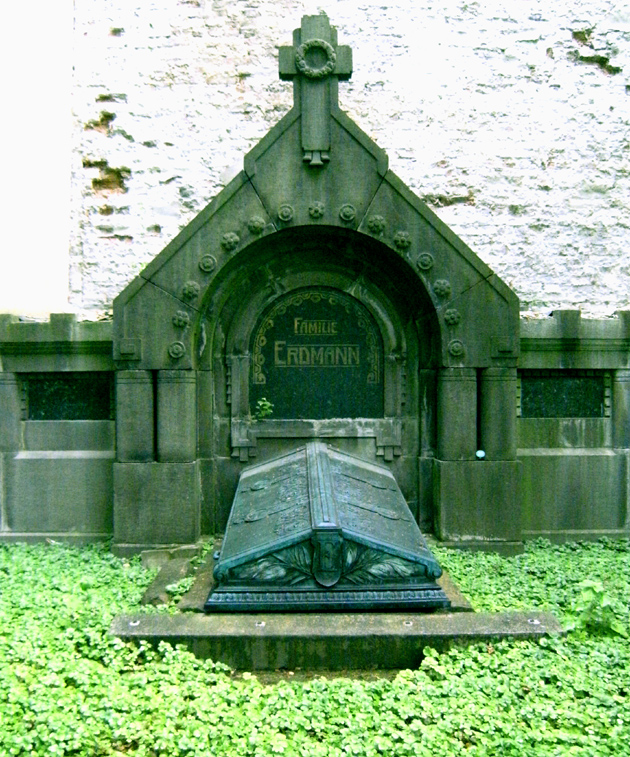
Familiengruft Erdmann auf dem Alten St.-Matthäus-Kirchhof in Berlin

Gustav Erdmann (* 8. August 1853; † 29. Januar 1923 in Berlin) war ein deutscher Architekt, Bauunternehmer und Immobilienentwickler.

## Leben
Gustav Erdmann war gelernter Maurer und Teilhaber einer Firma für Baumaterialien, Asphalt und andere Baustoffe in Berlin-Tiergarten. Er eröffnete außerdem 1884 mit seinem Schwager, dem Architekten Ernst Spindler (1854–1916), ein Atelier für Architektur und Kunstgewerbe, das auch Bauausführungen übernahm. Das Atelier zog 1887 in das Haus Linkstraße 29.
Das Atelier Erdmann und Spindler baute seit den 1880er Jahren eine große Anzahl von Villen in den Berliner Vororten sowie Wohn- und Geschäftshäuser in Berlin und den Nachbarstädten. Sie wohnten beide in selbst entworfenen Villen in Zehlendorf. Erdmann leitete ab 1885 zwei Jahre lang die Vereinigung Berliner Architekten, einen Interessenverband der Berliner Privatarchitekten. Außerdem saß er im Aufsichtsrat verschiedener Unternehmen.
Zu den großen Unternehmungen von Erdmann gehört auch die Entwicklung eines Siedlungsgebiets im Südwesten Berlins, zwischen der Straße Unter den Eichen (ehemals Berlin-Potsdamer Chaussee) im Norden, der Berlin-Potsdamer Eisenbahn im Süden, der Drakestraße im Westen und der Grenze nach Steglitz im Osten. Bis 1903 befand sich das etwa 25 Hektar große Gebiet im Eigentum des Privatbankiers Georg Fromberg und der Familie des Architekten Gustav Erdmann. Den entscheidenden Anziehungspunkt der Gegend bildete der Neue Botanische Garten. Seit 1897 wurde er vom damaligen Berliner Stadtrand (dem heutigen Kleistpark an der Potsdamer Straße) auf ein dem Entwicklungsgebiet gegenüber liegendes Terrain verlegt und ist dort seit 1904 für die Allgemeinheit geöffnet.
Fromberg und Erdmann verkauften ihre Geländeteile an die kurz zuvor von ihnen selbst unter Beteiligung der Nationalbank für Deutschland gegründeten Terraingesellschaft am Neuen Botanischen Garten. Deren Zweck war die Verwertung dieses Geländes. Im Aufsichtsrat saß unter anderen Ernst Spindler. Die personelle Besetzung der Terraingesellschaft verrät die engen Verflechtungen zwischen allen teilhabenden Interessenten. Direktoren der Gesellschaft wurden die Kaufleute Franz Hentschke und Leopold Northmann. Letzterer war bereits seit 1889 Vorstand des Unternehmens Allgemeine Häuserbau-Actien-Gesellschaft (AHAG), die im Gegensatz zur Terraingesellschaft überlokal im Berliner Grundstückshandel agierte. Im Aufsichtsrat der AHAG saß wiederum Gustav Erdmann. Die enge Kooperation mit privatwirtschaftlichen und kommunalen Gremien war für Architekten von entscheidender Bedeutung zur Sicherung einer guten Auftragslage.
Die Errichtung eines Bahnhofs an der Berlin-Potsdamer Eisenbahn lag damals nahe, da sich das Gebiet genau zwischen den Bahnhöfen Steglitz und Lichterfelde-West entlang der Bahntrasse erstreckte. Die Planung des S-Bahnhofs übernahmen Erdmann und Spindler, er wurde 1909 eröffnet. Im Eingangsbereich gibt es eine Gedenkplakette für die Architekten.
Ab 1889 erschloss Erdmann Bauterrain in Neu-Schöneberg, und es gelang seinem Unternehmen, Geldgeber zu gewinnen. In der Umgebung der Schöneberger Helmstraße bauten Erdmann und Spindler ganze Straßenzüge mit fünfgeschossigen Wohnhäusern. Aufgrund dieser Verdienste um die Kommune erhielt 1890 die Straße 13 des Bebauungsplans den Namen Erdmannstraße. Die Helmstraße (zwischen Hauptstraße und Crellestraße) hat eine Einfahrt zur Erdmannstraße, die bis zur heutigen Langenscheidtstraße führt.
Gustav Erdmann wurde in einer Familiengruft auf dem Alten St.-Matthäus-Kirchhof beigesetzt, deren Grabmal er 1897 selbst entworfen hatte, und in der 1916 bereits sein Schwager und Sozius Ernst Spindler bestattet wurde.

## Bauten und Entwürfe

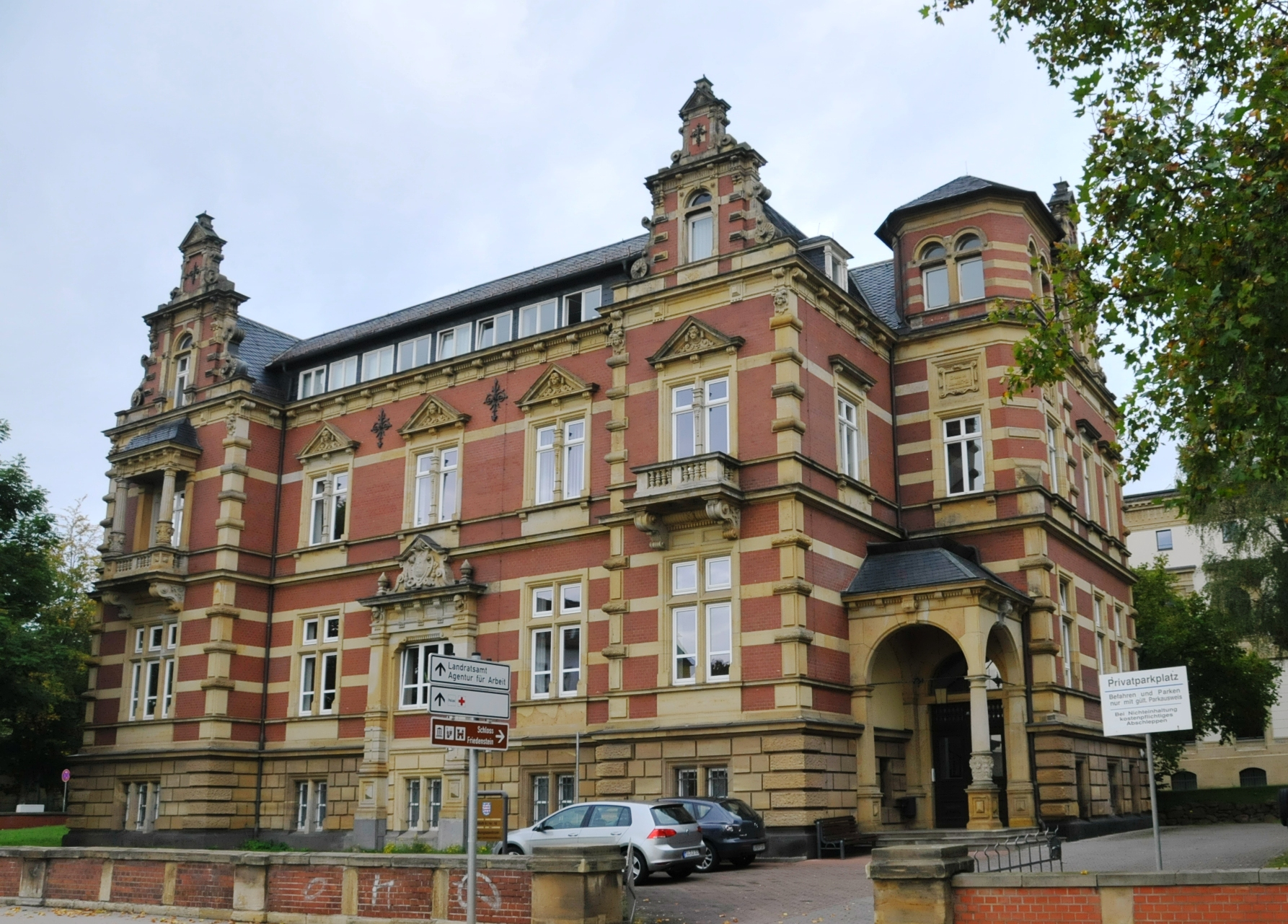
Gebäude der Feuerversicherungsbank für Deutschland in Gotha
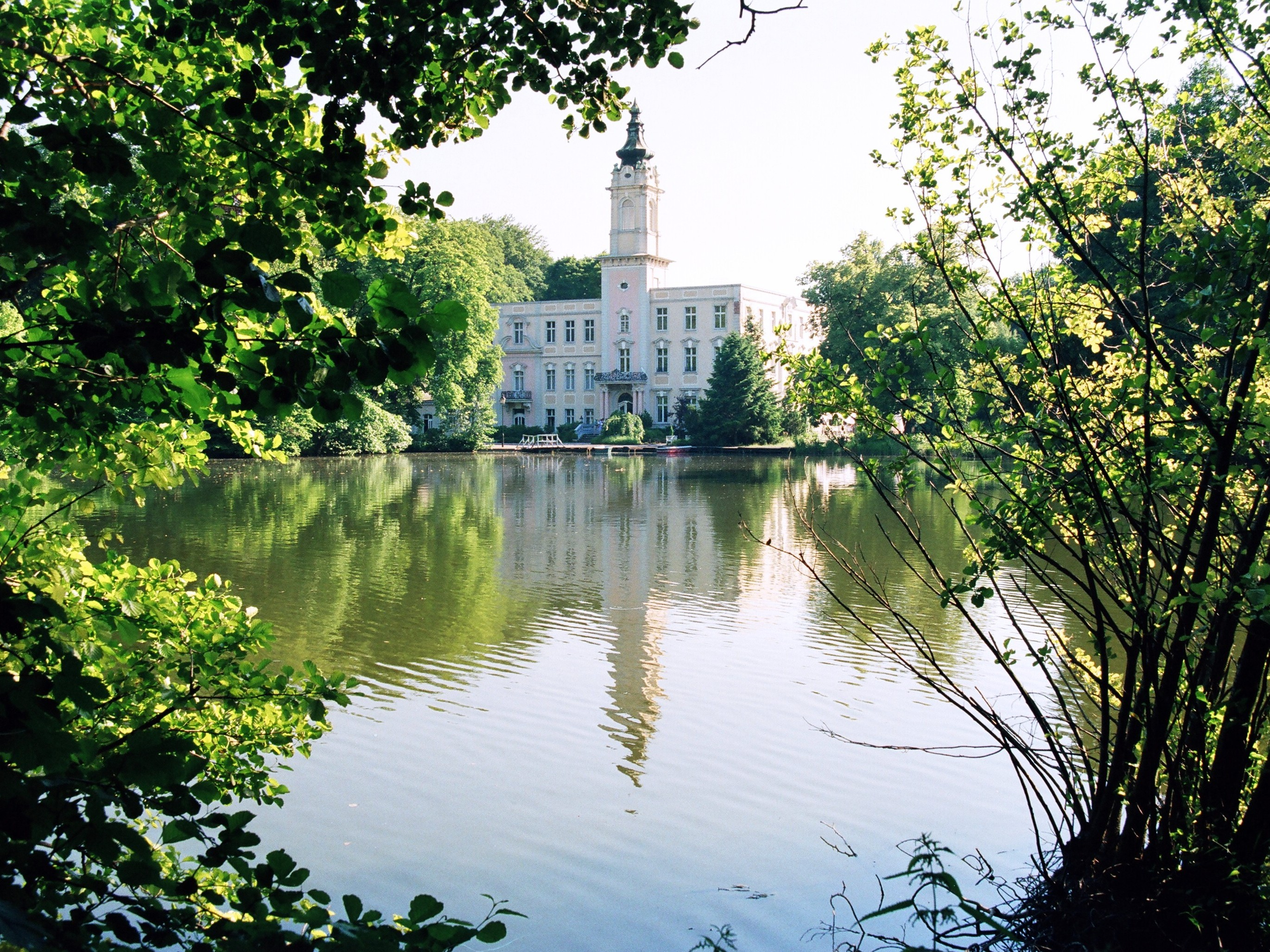
Schloss Dammsmühle in Schönwalde (Barnim)
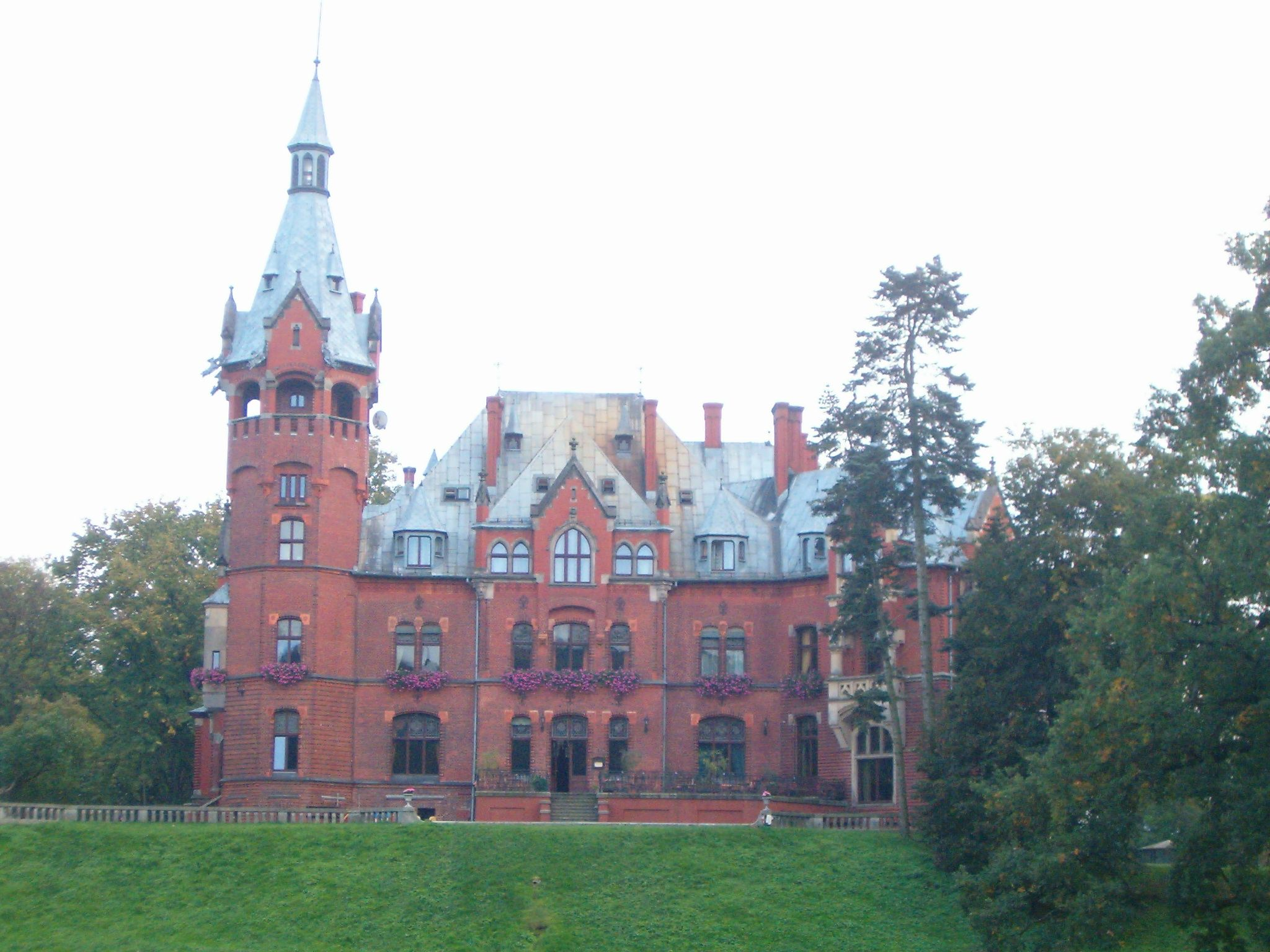
Herrenhaus auf Gut Wonsowo
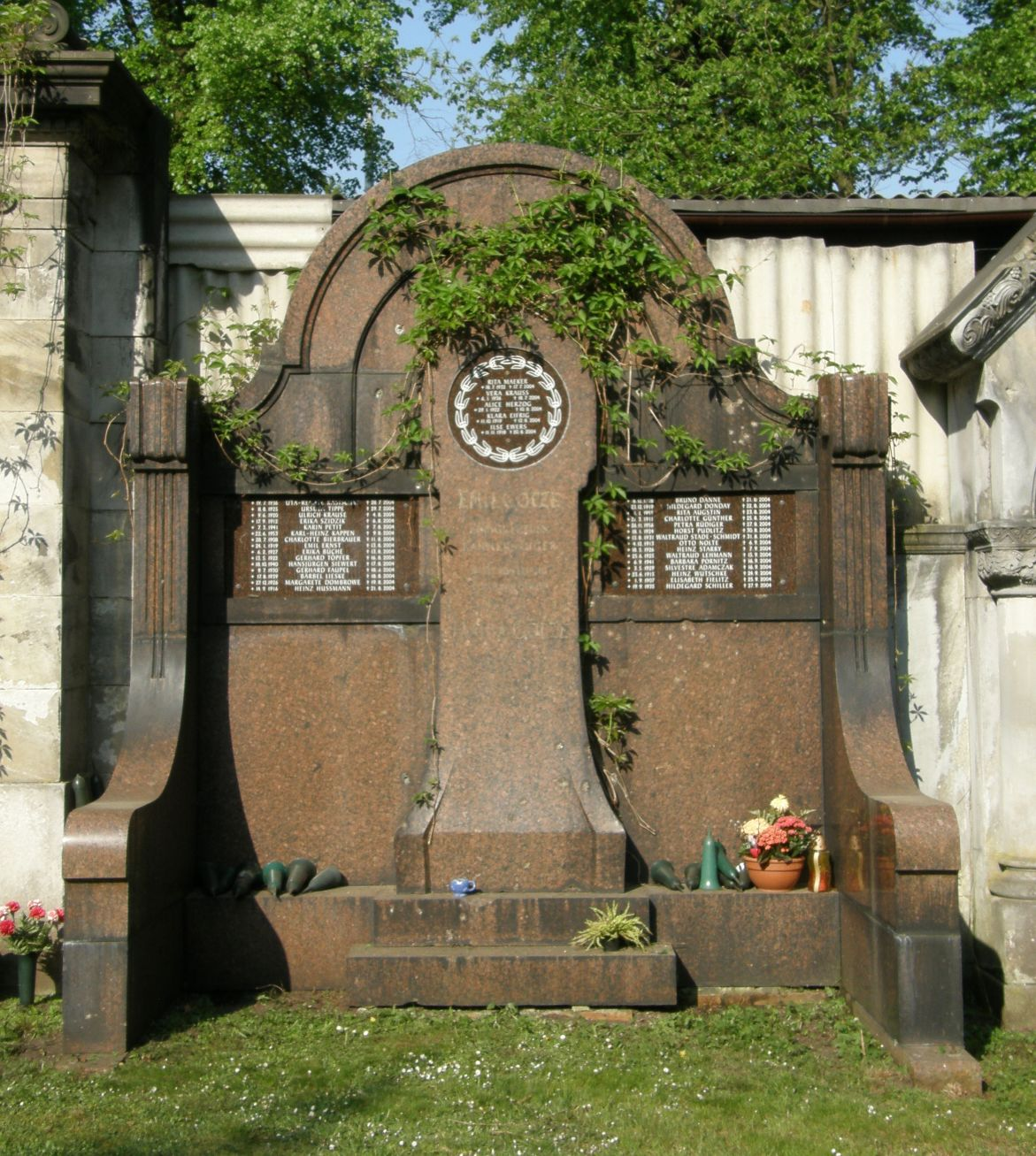
Grabmal für Emil Götze in Berlin-Westend
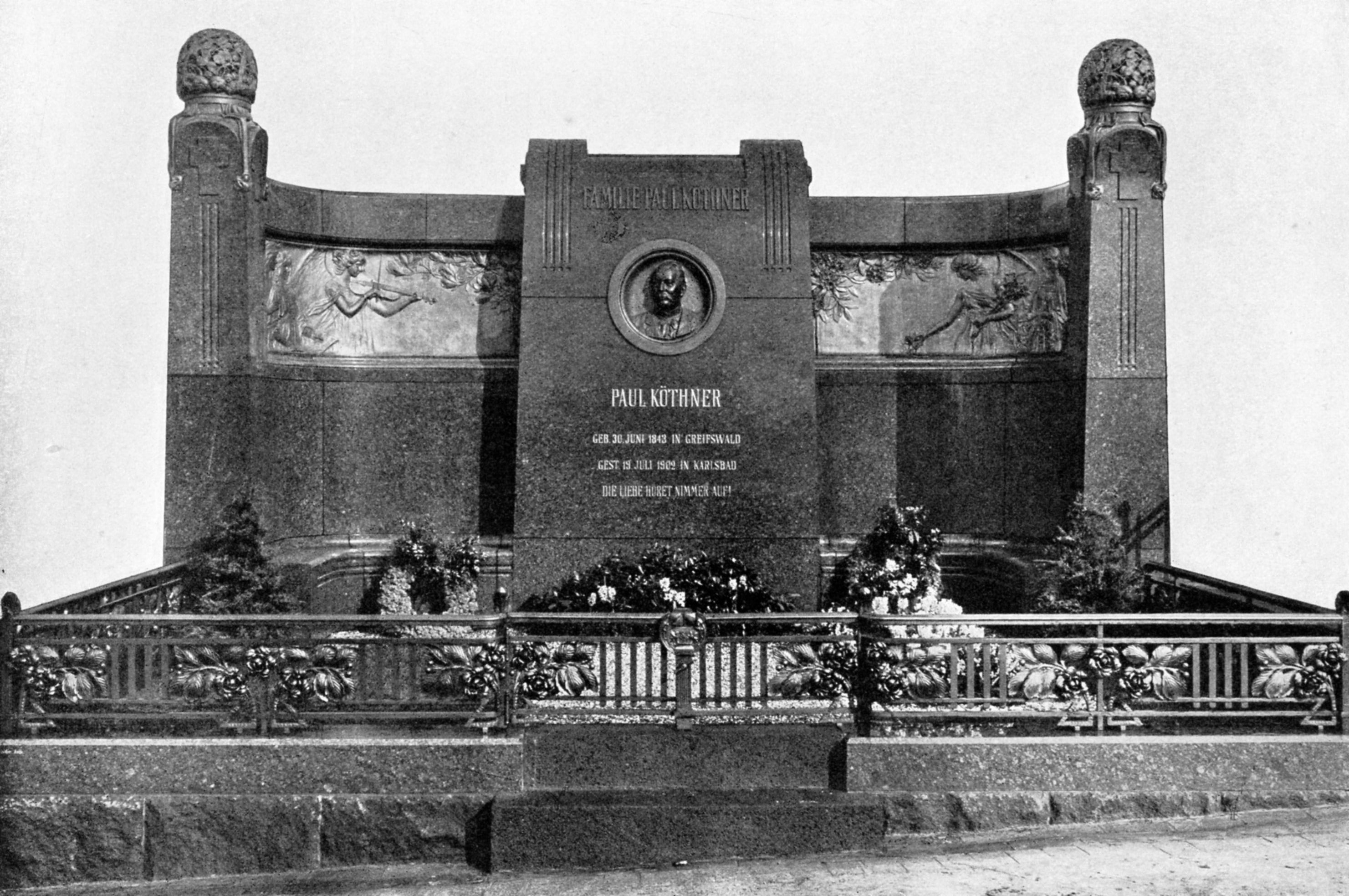
Grabmal der Familie Köthner in Berlin-Kreuzberg
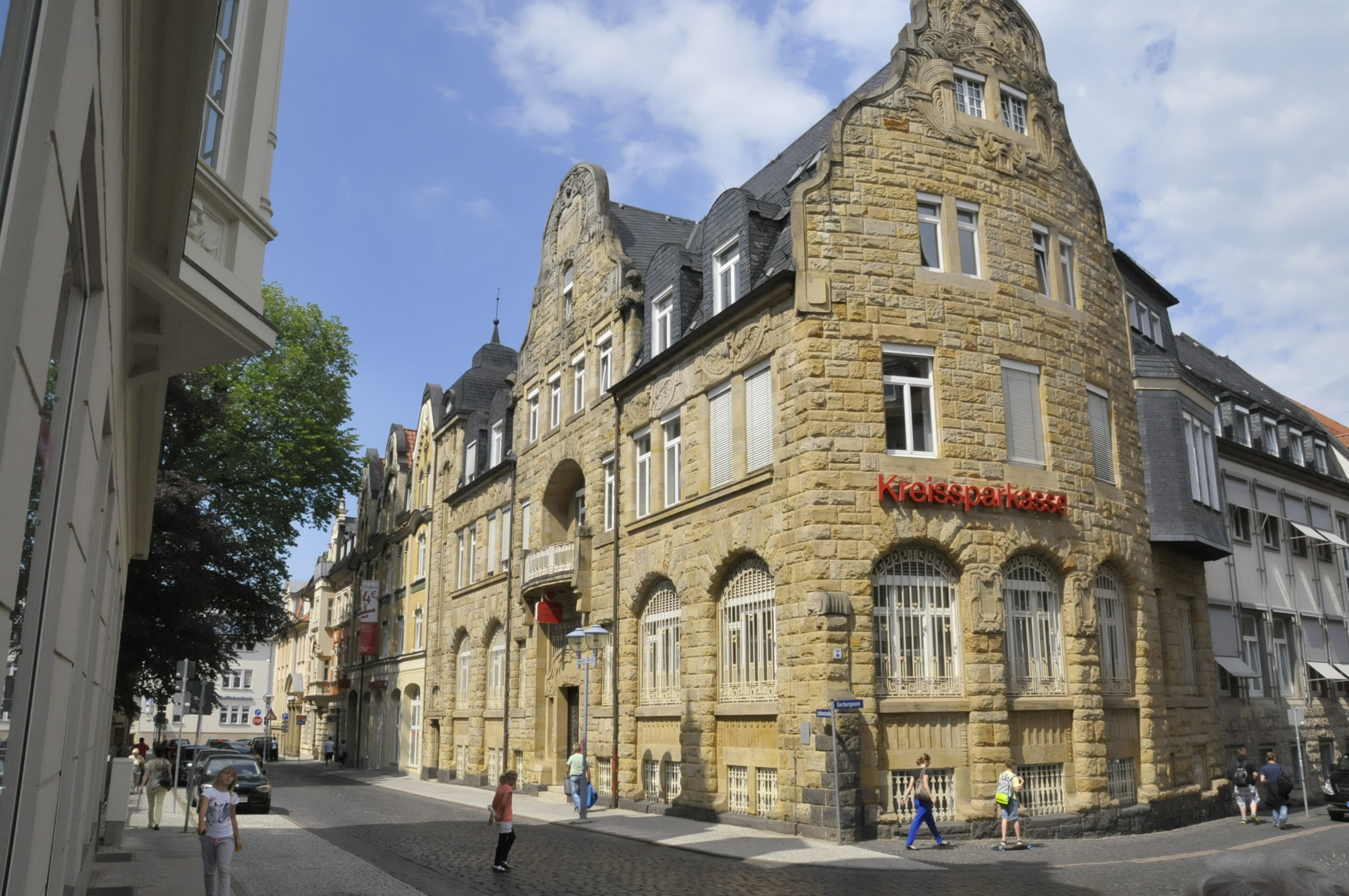
Gebäude der Sparkasse in Gotha
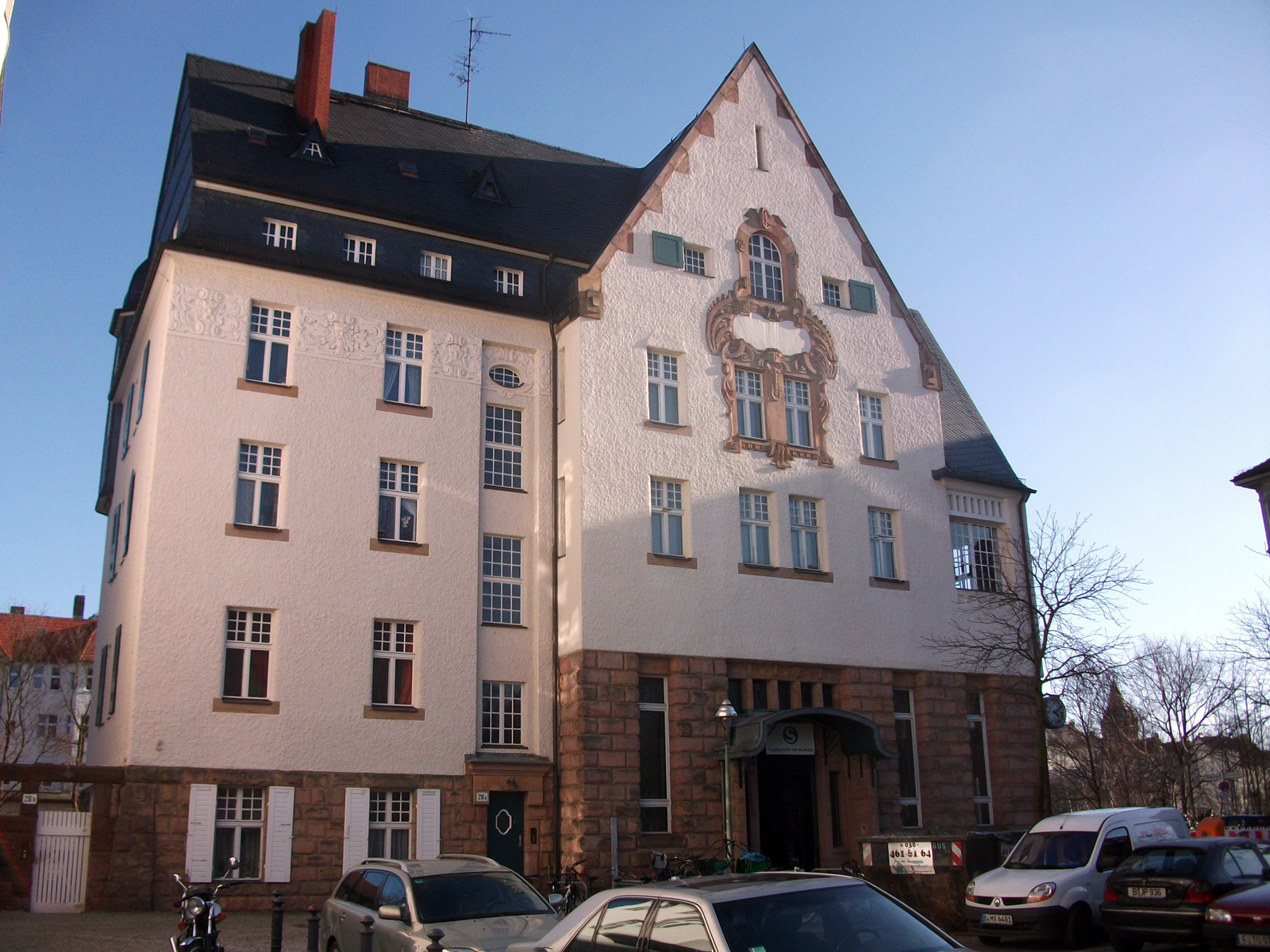
S-Bahnhof Botanischer Garten in Berlin-Lichterfelde

- 1877–1878: Kapelle, Verwaltungsgebäude und Toranlage für den Sophien-Kirchhof III in Berlin-Gesundbrunnen, Freienwalder Straße 19b (Erdmann zugeschrieben; unter Denkmalschutz)[4]
- 1886–1887: Altersversorgungsanstalt der Kaiser-Wilhelm-und-Kaiserin-Augusta-Stiftung in Berlin, Schulstraße 98 (gemeinsam mit Hermann Blankenstein)[5]
- 1886–1888 und 1896: Verwaltungsgebäude für die General-Agentur des Thüringer Bezirks der Feuerversicherungsbank für Deutschland in Gotha, Bebelstraße 10 (unter Denkmalschutz; heute Haus II des Bildungszentrums der Thüringer Landesverwaltung)
- 1887: Koloniegebäude A und B des Gutshofs der Irrenanstalt Dalldorf in Berlin-Wittenau, Eichborndamm 238/240[6]
- 1887–1888: Kapelle, Verwaltungsgebäude und Toranlage für den St.-Elisabeth-Kirchhof II in Berlin-Gesundbrunnen, Wollankstraße 66 (unter Denkmalschutz)[7]
- 1890: Erschließung des Baugebiets Erdmannstraße in Berlin-Schöneberg
- 1890: Villa für den Bankier Franz Ebeling in Berlin-Wannsee, Kronprinzessinnenweg 10a
- 1892: Erschließung des Baugebiets Helmstraße in Berlin-Schöneberg
- 1892–1893: Kapelle auf dem Friedhof zum Heiligen Kreuz in Berlin-Mariendorf, Eisenacher Straße 62, Bild
- um 1894: Verwaltungsgebäude der Lebensversicherungs-Bank für Deutschland in Berlin, Zimmerstraße 87
- um 1895: Umbau und Erweiterung von Schloss Dammsmühle
- 1895–1897: Altersheim der Stiftung der Hospitäler zum Heiligen Geist und St. Georg in Berlin, Reinickendorfer Straße 59 (mit Hermann Blankenstein und Richard Hoßfeld; unter Denkmalschutz)[8]
- um 1900 (?): Umbau und Erweiterung des Herrenhauses auf Gut Wonsowo für Friedrich Wilhelm von Hardt in Wonsowo (Provinz Posen) (heute Wąsowo, Polen)[9][10]
- 1900: Saalbau der Actien-Brauerei-Gesellschaft Moabit in Berlin-Moabit, Stromstraße / Turmstraße (nicht erhalten)[11]
- 1902–1903: Wohnhaus für den Arzt Georg Pasewaldt in Berlin-Zehlendorf, Teltower Damm 14 (unter Denkmalschutz)[12]
- 1904: Wettbewerbsentwurf für die Bebauung eines Baublocks in Berlin-Charlottenburg (prämiert mit einem von vier gleichrangigen Preisen)[13]
- 1904: Wettbewerbsentwurf für eine Handelshochschule in Berlin (nicht ausgeführt)[14]
- 1905–1906: Gebäude der Sparkasse für das Herzogthum Gotha in Gotha, Lutherstraße 2
- 1908–1909: Villa für den Kaufmann Paul Bartsch in Berlin-Zehlendorf, Dubrowstraße 14[15]
- 1908–1909: S-Bahnhof Botanischer Garten in Berlin-Lichterfelde
- 1914–1915: Bankhaus Ebeling in Berlin, Jägerstraße 54–55 (ehemals Griechische Botschaft in Berlin)[16]

Grabmale
- 1897: Grabmal der Familie Erdmann auf dem Alten St.-Matthäus-Kirchhof in Berlin-Schöneberg[17]
- 1902: Grabmal für Konsul Hermann Fraenkel auf dem Jüdischen Friedhof Berlin-Weißensee[18]
- 1902: Grabmal für Kammersänger Emil Götze auf dem Luisenfriedhof III in Berlin-Westend[19]
- veröffentlicht 1904: Grabmal der Familie Köthner auf dem Friedrichswerderschen Friedhof in Berlin-Kreuzberg[20]